# Toxorhina monostyla
Toxorhina monostyla är en tvåvingeart som beskrevs av Alexander 1962. Toxorhina monostyla ingår i släktet Toxorhina och familjen småharkrankar. Inga underarter finns listade i Catalogue of Life.